# Revizionism (marxism)
Revizionismul reprezintă diverse idei, principii și teorii care se bazează pe o revizuire a marxismului. Potrivit criticilor, aceasta implică o revizuire semnificativă a teoriilor și premiselor fundamentale ale marxismului și, de obicei, implică realizarea unei alianțe cu clasa burgheză. Academicienii au folosit revizionismul pentru a-i descrie pe autorii est-europeni post-staliniști care criticau guvernarea cu partid unic și susțineau libertatea presei și a artelor, democrația intra- și uneori inter-partide, sindicatele independente, abolirea privilegiilor birocratice și subordonarea poliției față de justiție.
În discursul marxist, revizionismul poartă adesea conotații peiorative și termenul a fost folosit de multe facțiuni diferite. Se aplică de obicei altora și rareori ca o auto-descriere. Prin extensie, cei care consideră că luptă împotriva revizionismului se autoidentificau adesea ca fiind antirevizioniști⁠(d). Revizionismul este folosit cel mai adesea ca un epitet de către acei marxiști care cred că astfel de revizuiri sunt nejustificate și reprezintă o diluare sau abandonare a marxismului — un exemplu comun este negarea luptei de clasă.

## Istorie

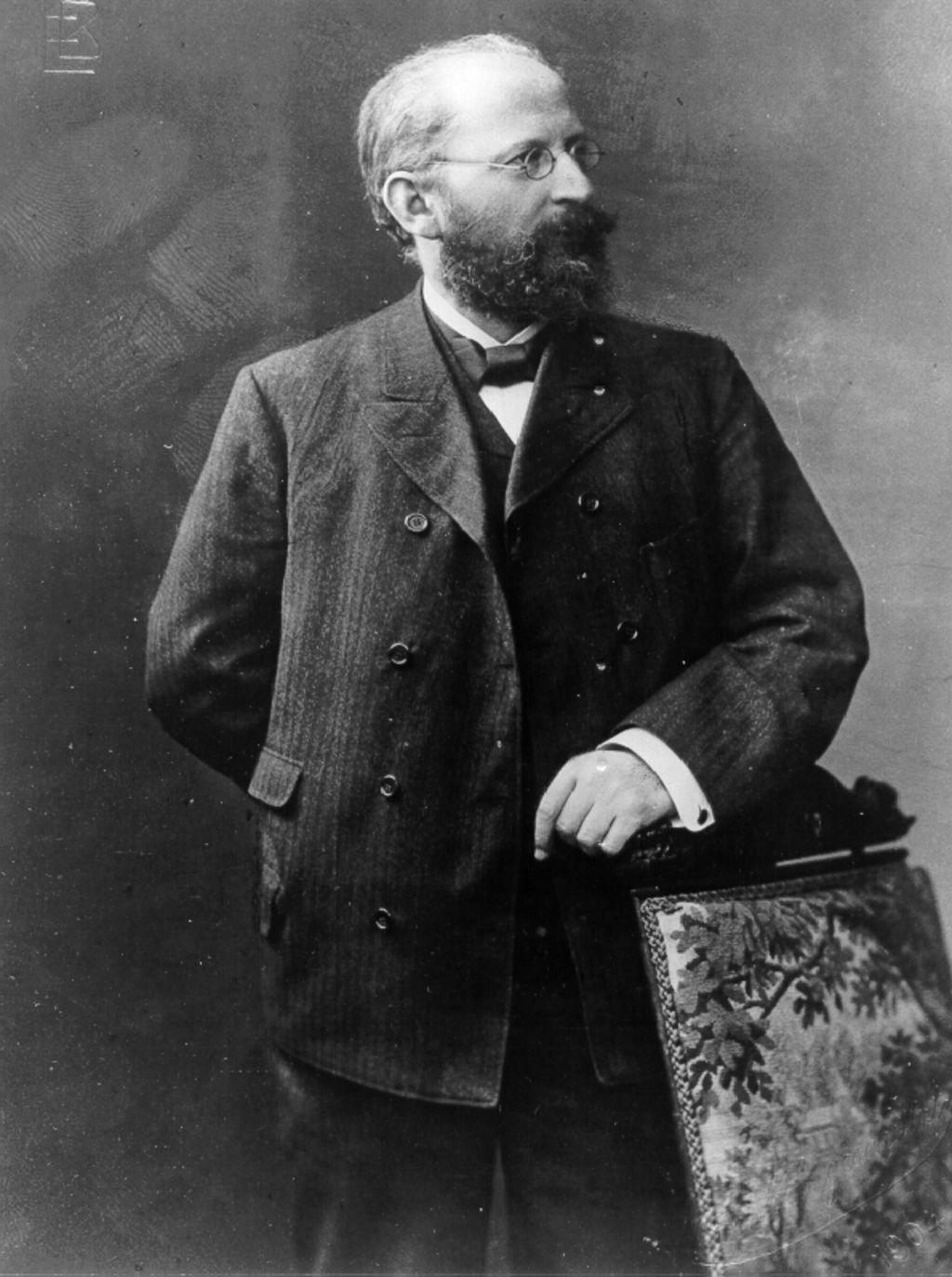
Eduard Bernstein, un revizionist timpuriu

Revizionismul a fost folosit într-o serie de contexte pentru a se referi la revizuiri diferite sau pretinse ale teoriei marxiste. Cei care se opuneau revoluției lui Karl Marx prin prisma unei revolte violente și căutau mijloace mai pașnice, electorale pentru o revoluție socialistă, au fost cunoscuți ca revizioniști. Eduard Bernstein, un apropiat al lui Marx și Friedrich Engels, a fost unul dintre primii mari revizioniști și a jucat un rol important în Partidul Social Democrat din Germania (SPD).
La sfârșitul secolului al XIX-lea, termenul de revizionism era folosit pentru a-i descrie pe autorii democrat-socialiști, precum Bernstein, care căutau să revizuiască ideile lui Marx despre tranziția la socialism și susțineau că o revoluție prin forță nu este necesară pentru a realiza o societate socialistă. Părerile lui Bernstein au dat naștere teoriei reformiste, care afirmă că socialismul poate fi realizat prin reforme pașnice treptate din interiorul unui sistem capitalist.